# Gazeta Polska w Brazylii
Gazeta Polska w Brazylii (que em polonês quer dizer "Jornal polonês no Brasil") foi um periódico, em língua polaca, editado na cidade de Curitiba, capital do estado brasileiro de Paraná.
Fundado em 1892 por Karol Szulc, foi o primeiro jornal da língua polonesa em terras brasileiras (na denominada “imprensa de imigração”), voltado para imigrantes polacos do sul do Brasil e no seu melhor momento, chegou a ter 4 mil exemplares por edição. O "Polska w Brazylii" era um semanário, inicialmente de cunho anticlerical, mas alterou seu editorial ao longo de sua existência, pois passou na mão de vários donos. 
Com a promulgação do decreto do presidente Getúlio Vargas que fechou a imprensa estrangeira no Brasil, o jornal foi extinto em 1941.